# Марселу, Кристиану
Кристиа́ну Марсе́лу да Си́лва (порт.-браз. Cristiano Marcello da Silva; род. 3 декабря 1977, Рио-де-Жанейро) — бразильский боец смешанного стиля, представитель лёгкой и полусредней весовых категорий. Выступал на профессиональном уровне в период 1998—2014 годов, известен прежде всего по участию в турнирах бойцовских организаций UFC и Pride, участник 15 сезона бойцовского реалити-шоу The Ultimate Fighter. Владел титулом чемпиона Nitrix Champion Fight. Уважаемый тренер по бразильскому джиу-джитсу, чёрный пояс, четвёртый дан.

## Биография
Кристиану Марселу родился 3 декабря 1977 года в Рио-де-Жанейро. Серьёзно занимался бразильским джиу-джитсу, получив в этой дисциплине чёрный пояс и четвёртый дан. Трижды принимал участие в чемпионатах Бразилии по БЖЖ (1998, 1999, 2001). Начиная с 1998 года работал тренером по БЖЖ в академии Chute Boxe, где принимал участие в подготовке многих выдающихся бразильских бойцов, таких как Вандерлей Силва, Эванжелиста Сантус, Кристиана Жустину, Маурисиу Руа, Мурилу Руа, Асуэриу Силва и др.

### Начало профессиональной карьеры
Дебютировал в смешанных единоборствах на профессиональном уровне в апреле 1998 года на турнире Brazilian Freestyle Circuit, одержав за один вечер сразу две победы. Позже в том же году выиграл ещё один аналогичный турнир.
В 2002 году выступал на чемпионатах мира по вале-тудо в Куритибе, где выиграл у Жайдсона Косты, но проиграл Луису Азереду.
В 2006 году дрался в полусредней весовой категории в гран-при MARS в Южной Корее, взяв верх над своим корейским оппонентом. Имея в послужном списке шесть побед и только одно поражение, привлёк к себе внимание крупнейшей японской бойцовской организации Pride Fighting Championships и провёл здесь один бой — по итогам двух раундов единогласным решением судей уступил японцу Мицухиро Исиде.
Впоследствии продолжал регулярно принимать участие в различных турнирах в Бразилии, также побывал на бойцовских чемпионатах в Иордании и США. В 2011 году завоевал титул чемпиона Nitrix Champion Fight в лёгкой весовой категории.

### The Ultimate Fighter
Доведя число своих побед до двенадцати, в 2012 году Марселу попал в число участников пятнадцатого сезона популярного бойцовского реалити-шоу The Ultimate Fighter. Благополучно преодолел отборочный раунд и под четвёртым общим номером присоединился к команде тренера Юрайи Фейбера. Тем не менее, в следующем поединке встретился с первым номером противоположной команды Джастином Лоуренсом и во втором раунде, пропустив удар рукой в голову, оказался в нокауте.

### Ultimate Fighting Championship
Выбыв из шоу TUF Кристиану Марселу в течение нескольких последующих лет состоял в крупнейшей бойцовской организации мира Ultimate Fighting Championship, в частности в дебютном поединке в октагоне был нокаутирован американцем Сэмом Сицилией, но затем несколько улучшил свои позиции в рейтинге, выиграл раздельным судейским решением у иранца Резы Мадади.
В марте 2013 года на турнире UFC в Японии вышел в клетку против японца Кадзуки Токудомэ и по итогам трёх раундов потерпел от него поражение по очкам.
Последний раз дрался в UFC в феврале 2014 года, проиграв единогласным решением американскому бойцу Джо Проктору. На этом поражении его контракт с организацией закончился, и бразилец принял решение завершить карьеру профессионального спортсмена, после чего окончательно перешёл на тренерскую работу.

## Статистика в профессиональном ММА
| Боёв 19  | Побед 13 | Поражений 6 |
| -------- | -------- | ----------- |
| Нокаутом | 2        | 2           |
| Сдачей   | 9        | 1           |
| Решением | 2        | 3           |

| Результат | Рекорд | Соперник                  | Способ                 | Турнир                                     | Дата            | Раунд | Время | Место                    | Примечание                                   |
| --------- | ------ | ------------------------- | ---------------------- | ------------------------------------------ | --------------- | ----- | ----- | ------------------------ | -------------------------------------------- |
| Поражение | 13-6   | Джо Проктор               | Единогласное решение   | UFC Fight Night: Machida vs. Mousasi       | 15 февраля 2014 | 3     | 5:00  | Жарагуа-ду-Сул, Бразилия |                                              |
| Поражение | 13-5   | Кадзуки Токудомэ          | Единогласное решение   | UFC on Fuel TV: Silva vs. Stann            | 3 марта 2013    | 3     | 5:00  | Сайтама, Япония          |                                              |
| Победа    | 13-4   | Реза Мадади               | Раздельное решение     | UFC 153                                    | 13 октября 2012 | 3     | 5:00  | Рио-де-Жанейро, Бразилия |                                              |
| Поражение | 12-4   | Сэм Сицилия               | KO (удары)             | The Ultimate Fighter 15 Finale             | 1 июня 2012     | 2     | 2:53  | Лас-Вегас, США           |                                              |
| Победа    | 12-3   | Ориол Гасет               | Решение большинства    | Nitrix Champion Fight 6                    | 19 февраля 2011 | 5     | 5:00  | Бруски, Бразилия         | Выиграл титул чемпиона Nitrix в лёгком весе. |
| Победа    | 11-3   | Фредди Тоул               | Сдача (треугольник)    | Desert Force Championship 1                | 8 декабря 2010  | 1     | 4:01  | Амман, Иордания          |                                              |
| Победа    | 10-3   | Гвидо Каннетти            | Сдача (удушение сзади) | Bitetti Combat 8: 100 Years of Corinthians | 4 декабря 2010  | 1     | 1:52  | Сан-Паулу, Бразилия      |                                              |
| Поражение | 9-3    | Алехандро Солано Родригес | TKO (удары руками)     | Bitetti Combat 7                           | 28 мая 2010     | 2     | 2:58  | Рио-де-Жанейро, Бразилия |                                              |
| Победа    | 9-2    | Эмилиану Ватти            | Сдача (рычаг локтя)    | Bitetti Combat 6                           | 25 февраля 2010 | 1     | 1:05  | Бразилиа, Бразилия       |                                              |
| Победа    | 8-2    | Эктор Муньос              | Сдача (удушение сзади) | Art of War 3                               | 1 сентября 2007 | 1     | 4:58  | Даллас, США              |                                              |
| Победа    | 7-2    | Дейв Каплан               | Сдача (треугольник)    | Fury FC 2: Final Combat                    | 30 ноября 2006  | 2     | 2:37  | Сан-Паулу, Бразилия      |                                              |
| Поражение | 6-2    | Мицухиро Исида            | Единогласное решение   | Pride Bushido 12                           | 26 августа 2006 | 2     | 5:00  | Айти, Япония             |                                              |
| Победа    | 6-1    | Ким До Хён                | TKO (рассечение)       | MARS World Grand Prix                      | 29 апреля 2006  | 1     | 1:20  | Сеул, Южная Корея        | Бой в полусреднем весе.                      |
| Победа    | 5-1    | Жайдсон Коста             | Сдача (треугольник)    | Meca World Vale Tudo 7                     | 8 ноября 2002   | 1     | 3:23  | Куритиба, Бразилия       |                                              |
| Поражение | 4-1    | Луис Азереду              | Сдача (удары коленями) | Meca World Vale Tudo 6                     | 31 января 2002  | 1     | 8:30  | Куритиба, Бразилия       |                                              |
| Победа    | 4-0    | Фернанду Алмейда          | Сдача (удушение сзади) | Brazilian Freestyle Circuit 2              | 8 августа 1998  | 2     | 5:00  | Амазонас, Бразилия       |                                              |
| Победа    | 3-0    | Рикарду Корумба           | Сдача (рычаг локтя)    | Brazilian Freestyle Circuit 2              | 8 августа 1998  | 1     | 4:05  | Амазонас, Бразилия       |                                              |
| Победа    | 2-0    | Рэй Перес                 | KO (удары)             | Brazilian Freestyle Circuit 1              | 25 апреля 1998  | 3     | 3:50  | Амазонас, Бразилия       |                                              |
| Победа    | 1-0    | Клаудиу ди Соза           | Сдача (треугольник)    | Brazilian Freestyle Circuit 1              | 25 апреля 1998  | 1     | 4:37  | Амазонас, Бразилия       |                                              |